# Kříž královny Dagmar
Křížek dánské královny Dagmar je nákrční šperk, dvojdílné byzantské enkolpion s oboustrannou smaltovanou výzdobou, pravděpodobně patřil dánské královně Dagmar Dánské, jež byla českou princeznou Markétou Přemyslovnou.

## Historie
Křížek byl nalezen v roce 1683 v Dagmařině hrobě v klášterním kostele svatého Brandta v Ringstedu na Sjællandu v Dánsku. Markéta pocházela z českého rodu Přemyslovců, byla dcerou krále Přemysla Otakara I. a byla provdána za Valdemara II., krále Dánska. Při svatbě přijala jméno Dagmar Dánská.
Křížek z jejího hrobu byl mnohokrát zkoumán v literatuře francouzské, německé, dánské i české a autoři dosud nedošli k jednotnému závěru. Dánové se pochopitelně pokoušeli oslabit záznam v inventáři dánské královské pokladnice o místě nálezu, protože šlo o královské pohřebiště, kde sousední hrob patřil původem dánské královně Richize. Většina literatury se ovšem shoduje na původní atribuci Dagmaře a Byzanci.

## Popis
Jde o dvoudílný dutý křížek – relikviář, protože do dutiny se pro ochranu nositele vkládala relikvie a zavíral se pomocí šesti nýtků na výstupcích. Je zhotoven doléváním ze zlata, má rozměry 2,4 × 2,8 cm bez ouška, které je novodobé. Na líci je zobrazen ukřižovaný Kristus. Podle výzdobné techniky pestrobarevného přihrádkového emailu, schématu Kristovy postavy a podle popisek psaných řeckou alfabetou je pravděpodobné, že byl zhotoven v Byzanci v intervalu od přelomu 10. a 11. století do konce 12. století. Někteří autoři poukázali na styky českého království s Kyjevskou Rusí a možnost získání při sňatku odtamtud, zobrazení postav jim připomíná pravoslavné ikony. 
Dosavadní názory naposledy shrnul dánský historik Kasper Holdgaard Andersen z univerzity v Aarhusu 
Křížek je vystaven v Národním muzeu v Kodani. Dočkal se mnoha replik i více či méně věrných napodobenin, dnes je v tradičně protestantském Dánsku oblíbený převážně mezi dánskými luterány.